# Saprinus ruber
Saprinus ruber är en skalbaggsart som beskrevs av Sylvain Auguste de Marseul 1855. Saprinus ruber ingår i släktet Saprinus och familjen stumpbaggar.

## Underarter
Arten delas in i följande underarter:
- S. r. ruber
- S. r. gemmingeri